# ネコダ・スミス＝デイビス
ネコダ・スミス＝デイビス（Nekoda Smythe-Davis 1993年4月22日- ）は、イギリス・ロンドン出身の女子柔道選手。階級は57kg級。

## 経歴
2014年の英連邦競技大会57kg級で優勝した。その後も2015年からグランドスラム・バクーで2年連続2位になるなど一定の活躍を示すも、2016年のリオデジャネイロオリンピックでは3回戦でフランスのオトーヌ・パヴィアに有効で敗れた。2017年の世界選手権では準々決勝でフランスのエレーヌ・ルスボーに敗れるも、3位決定戦でパナマのミリアム・ローパーを破って銅メダルを獲得した。2018年の世界選手権では準決勝で世界チャンピオンでもあるモンゴルのドルジスレン・スミヤに一本勝ちするが、決勝で芳田司に合技で敗れて2位だった。2019年にはグランドスラム・ブラジリアで優勝した。その後、ケガの影響及び娘を産んだことで東京オリンピックに出場できなかったが、2022年に復帰してヨーロッパオープン・リッチョーネで優勝した。
IJF世界ランキングは4254ポイント獲得で3位(23/11/6現在)。

## 主な戦績
- 2014年 - 英連邦競技大会　優勝
- 2014年 - グランプリ・アスタナ　3位
- 2014年 - アフリカオープン・ポートルイス　優勝
- 2015年 - グランプリ・サムスン　3位
- 2015年 - グランプリ・ザグレブ　優勝
- 2015年 - グランドスラム・バクー　2位
- 2015年 - グランプリ・チェジュ　2位
- 2016年 - グランプリ・デュッセルドルフ　3位
- 2016年 - グランプリ・サムスン　3位
- 2016年 - グランドスラム・バクー　2位
- 2017年 -　世界選手権　3位
- 2017年 -　グランプリ・ザグレブ　2位
- 2017年 - グランドスラム・アブダビ　3位
- 2018年 -　グランドスラム・パリ　3位
- 2018年 -　グランドスラム・デュッセルドルフ　優勝
- 2018年 -　世界選手権　2位
- 2019年 -　グランプリ・テルアビブ　3位
- 2019年 - グランプリ・ザグレブ　3位
- 2019年 - グランドスラム・ブラジリア　優勝
- 2022年 - ヨーロッパオープン・リッチョーネ　優勝
- 2023年 -　グランプリ・アルマダ　3位
- 2023年 - オセアニアオープン・パース　2位

(出典、JudoInside.com)